# Пащенко, Эдуард Александрович
Эдуард Александрович Пащенко (17 марта 1939 года, Сочи — 4 февраля 2005, Тула) — советский и российский учёный, политический деятель, депутат Государственной Думы ФС РФ первого созыва (1993—1995), кандидат экономических наук.

## Биография
Родился в г. Сочи, русский. В 1958—1959 годах матрос Северо-Атлантического рыболовного флота (г. Мурманск). В 1963 году с отличием окончил геологический факультет МГУ. В 1964—1968 годах — инженер, старший инженер, руководитель группы, главный специалист в проектном институте Госстроя СССР (г. Москва), занимался автоматизацией управления строительством. В 1969—1985 годах, с момента организации информационно-вычислительного центра Главприокскстроя, ставшего одним из крупнейших в отрасли строительства,— директор этого центра (г. Тула. В 1979-1987 годах член КПСС.
С 1985 года — инженер-программист, затем старший преподаватель кафедры информатики Тульского государственного педагогического института имени Л. Н. Толстого.
В 1980 году защитил диссертацию на соискание учёной степени кандидата экономических наук по теме «Совершенствование управления Главстроем на основе информационно-совместимых экономико-математических моделей планирования».
В 1991 году работал в Администрации Тульской области консультантом по экономической реформе главы администрации. Возглавлял Тульское региональное отделение Демократической партии России.
В 1993 году избран депутатом Государственной думы Федерального Собрания Российской Федерации первого созыва от Тульского одномандатного избирательного округа № 176 (получил 20,66% голосов). В Государственной думе был членом комитета по собственности, приватизации и хозяйственной деятельности, входил во фракцию «Выбор России». В марте 1994 года член инициативной группы по созданию партии Демократический выбор России (ДВР), затем возглавлял Тульское региональное отделение ДВР.
С 1995 года работал управляющим АО «Тульская универсальная региональная биржа «ТУРБО»». В феврале 1997 году баллотировался в депутаты Государственной Думы РФ второго созыва на дополнительных выборах, избран не был.
В 1999 году баллотировался в депутаты Государственной думы по спискам «Союза правых сил» и по одномандатному округу, избран не был. С 2002 по 2003 год был руководителем Тульского областного отделения партии «Либеральная Россия».

## Законотворческая деятельность
За время исполнения полномочий депутата Государственной думы I созыва выступил соавтором двух законодательных инициатив и поправок к проектам федеральных законов.
Был женат, имел двоих сыновей.